# ميكي بولوك
ميكي بولوك (بالإنجليزية: Mickey Bullock)‏ (2 أكتوبر 1946 بستوك أون ترينت في المملكة المتحدة - 27 ديسمبر 2024) هو مدرب كرة قدم ولاعب كرة قدم بريطاني في مركز الهجوم. لعب مع أكسفورد يونايتد وبرمنغهام سيتي ونادي ليتون أورينت ونادي هاليفاكس تاون.